# União do Sul
União do Sul este un oraș în Mato Grosso (MT), Brazilia.